# Адміністративний устрій Сумського району
Адміністративний устрій Сумського району — адміністративно-територіальний поділ Сумського району Сумської області на 2 селищні громади, 4 сільські громади, 1 селищну раду та 16 сільських рад, які об'єднують 126 населених пунктів та підпорядковані Сумській районній раді. Адміністративний центр — місто Суми, що є містом обласного значення, адміністративним центром області та до складу району не входить.

## Список громадСумського району
- Бездрицька сільська громада
- Верхньосироватська сільська громада
- Миколаївська сільська громада
- Нижньосироватська сільська громада
- Степанівська селищна громада
- Хотінська селищна громада

## Список радСумського району
| №  | Назва                             | Центр                | Населені пункти | Площа км² | Місце за площею | Населення (2001), чол. | Місце за населенням |
| -- | --------------------------------- | -------------------- | --- | --------- | --------------- | ---------------------- | ------------------- |
| 1  | Низівська селищна рада            | смт Низи             | смт Низи c. Лугове |           |                 |                        |                     |
| 2  | Басівська сільська рада           | c. Басівка           | c. Басівка c. Локня c. Новеньке |           |                 |                        |                     |
| 3  | Битицька сільська рада            | c. Битиця            | c. Битиця c. Вакалівщина c. Зелений Гай c. Микільське c. Пушкарівка                                                                |           |                 |                        |                     |
| 4  | Біловодська сільська рада         | c. Біловоди          | c. Біловоди c. Веселівка c. Водолаги c. Журавка                                                                                    |           |                 |                        |                     |
| 5  | Великовільмівська сільська рада   | c. Великі Вільми     | c. Великі Вільми c. Великий Яр c. Павлючки c. Симонівка                                                                            |           |                 |                        |                     |
| 6  | Великочернеччинська сільська рада | c. Велика Чернеччина | c. Велика Чернеччина c. Вільшанка c. Липняк c. Хомине                                                                              |           |                 |                        |                     |
| 7  | Кияницька сільська рада           | c-ще Кияниця         | c-ще Кияниця c-ще Варачине c-ще Іволжанське c. Корчаківка c. Нова Січ c-ще Мар'їне c-ще Мала Корчаківка c. Храпівщина c. Яблунівка |           |                 |                        |                     |
| 8  | Косівщинська сільська рада        | c. Косівщина         | c. Косівщина c. Закумське c. Кононенкове c. Малі Вільми c. Надточієве c. Солідарне c. Чернецьке                                    |           |                 |                        |                     |
| 9  | Могрицька сільська рада           | c. Могриця           | c. Могриця |           |                 |                        |                     |
| 10 | Новосуханівська сільська рада     | c. Новосуханівка     | c. Новосуханівка |           |                 |                        |                     |
| 11 | Садівська сільська рада           | c-ще Сад             | c-ще Сад c. Єлисеєнкове c. Любачеве c. Москалівщина c. Никонці c. Шапошникове c. Ясени                                             |           |                 |                        |                     |
| 12 | Стецьківська сільська рада        | c. Стецьківка        | c. Стецьківка c. Кардашівка c. Радьківка c. Рибці c. Шевченкове                                                                    |           |                 |                        |                     |
| 13 | Сульська сільська рада            | c. Сула              | c. Сула c. Доценківка c. Зелена Роща c. Печище                                                                                     |           |                 |                        |                     |
| 14 | Терешківська сільська рада        | c. Терешківка        | c. Терешківка c. Буцикове |           |                 |                        |                     |
| 15 | Шпилівська сільська рада          | c. Шпилівка          | c. Шпилівка c. Бровкове c. Визирівка c. Облоги c. Ополонське c. Харківщина                                                         |           |                 |                        |                     |
| 16 | Юнаківська сільська рада          | c. Юнаківка          | c. Юнаківка c. Садки |           |                 |                        |                     |
| 17 | Яструбинська сільська рада        | c. Яструбине         | c. Яструбине c. Бондарівщина c. Графське c. Діброва                                                                                |           |                 |                        |                     |

* Примітки: м. — місто, с-ще — селище, смт — селище міського типу, с. — село